# CRYSTAR -クライスタ-
『CRYSTAR -クライスタ-』は、ジェムドロップが開発しフリューより2018年10月18日に発売されたアクションRPG。
タイトルの意味は「cry」（泣く）と「star」（星）を組み合わせた造語で、泣きたくなるような悲しい出来事の中で輝くものを描きたいという本作のプロデューサーの林風肖の思いが込められており、「泣いて戦うアクションRPG」と銘打たれている。

## ストーリー
少女・零とその妹・みらいの2人は「辺獄（へんごく）」と呼ばれる死後の世界に迷い込む。そこで零は異能力に目覚めて戦うが、その中で力が暴走しみらいを殺してしまう。そこに悪魔が近づき、異世界の魂を刈り涙を捧げればみらいを「ヨミガエリ」させることができると語る。零は悪魔と契約を結び、妹のヨミガエリのため辺獄の最下層へ向かう。

## 登場人物
※公式サイトのキャラクターページに登場人物の読み仮名は記載されていないため、読み仮名は出典で確認できるもののみ記載する。
幡田零（はただ れい）
声 - 近藤玲奈
本作の主人公の少女。ある日、突然辺獄と呼ばれる場所に迷い込んでしまう。その際、蝶のような姿となり名前すら朧気になっていたが、何処からかやって来た別の蝶の助けと、自身の記憶の断片に触れた事により自らの名を思い出し、それ以降は本来の姿となりあてもなく彷徨う。妹のみらいも共に辺獄に迷い込んでおり、そこから脱出する為に共に彷徨う。その最中、巨体を持つ魔物が現れ、足場を破壊されみらいは下へと落とされてしまう。その際心が動揺し、再び記憶が朧気になり蝶の姿となるが、守護者ヘラクレイトスに呼び掛けられ、戦う力を授かった上で再び人の姿となる。その際、幽鬼アナムネシスによりここへ引きずり込まれた事も思い出す。少し進んだ先にみらいと再会、喜びも束の間、アナムネシスが現れ彼女の心を動揺させる。そして目覚めた力を制御できず誤ってみらいを殺してしまう。
そこに現れたメフィスとフェレスと契約を交わし、7つの理念(イデア)を集めてみらいをヨミガエリさせるために代行者となって戦う。
超が付く程の引きこもりであり、家事全般は妹のみらいに任せている。みらいが居なくなってからは自分で食事を作っているが、成功率は著しく低い。好物はポテトで、偏食も激しい。
実は、彼女には産まれた時に死産した双子の妹がいた。
幡田 みらい（はただ みらい）
声 - 千本木彩花
零の妹。髪型はツインテール。姉が引きこもりである為、家事は主に彼女の担当。
ある日、姉共々アナムネシスにより辺獄へと連れ込まれ、姉と共に抜け道を探す最中、巨大な怪物に襲われ姉とはぐれてしまう。程なくし再会するが、アナムネシスにより動揺させられた姉により手にかけられてしまう。その後彼女の魂は「再生の歯車」と呼ばれる完全に魂を記憶共々消滅させてしまう場所へとゆっくり降下して行く。
実は零の本当の妹ではなく、一度死亡した後死者の魂を吸収しヨミガエリを果たした存在。千とその母親、そして零の友人有理も乗っていたバスを事故に合わせたのも彼女であり、バスの乗客を辺獄に引き摺り込み、殺し合いを行わせた。最後に残された千の母親を自ら手にかけ、これがアナムネシスに付け狙われる原因ともなった。こうした行動から辺獄関係者からは「幽鬼の姫」の異名で呼ばれるようになる。ヨミガエリを果たした魂と関わりを持った人間は全員記憶が書き換えられる。その為零もこの影響を受け偽の思い出を嵌め込まれた。
ストーリー序盤～中盤までは普通の性格に描かれるが、後半になるにつれ姉に異常な執着を持つヤンデレな性格が露になって行く。
一周目ではアナムネシスに復讐を果たされ再生の歯車に消滅させられそうになるが、777が身代わりとなり消滅を免れ、零の仲間との記憶が失われるのと引き換えに無事に帰還する。二周目では零に自らが「幽鬼の姫」である事、記憶が書き変わった事、バスを事故に合わせたのが自信である事を明かし、そのままヨミガエリを果たそうとするが姉に諭され、異形化し「アリストテレス」となり姉と戦い、敗れて元の姿に戻った際に姉を殺害、「これでずっと一緒だよ」と台詞を残す。三周目ではメフィスらに唆され、かつてのようなやり方で零と777、小衣と千でそれぞれ2人に分断し殺し合いをさせる。777を殺害し生き延びた零の元へ歩み寄ろうとするが、小衣を殺害し生き延びた千により殺害される。四周目ではそれまでの姉との未来の記憶が流れ込んだ際、「どれもイマイチ」と評価。アナムネシスと共にメフィスらを打ち破るのに助力する。メフィスらに再び殺し合いをさせられそうになった零らの元へ駆け付け、アナムネシスが4人を別々な空間へ転送し、トラウマの克服に助力している間、アリストテレスとなりメフィスらと戦闘、敵わなかったものの時間稼ぎをする。全てが終わると反省の意味も混めてかヨミガエリはせずに再生の歯車により消滅する道を選び、アナムネシス共々蝶の姿となり歯車の奥へと消えた。
メフィス
声 - 井澤詩織
零が契約を交わした悪魔。フェレスとは双子。王冠のような赤い帽子を被った道化師のような容姿をしており、一人称の「わし」を初め、年寄り臭い口調で話す。左目は前髪で隠れている他、眼鏡をかけている。
フェレス
声 - 立花理香
零が契約を交わした悪魔。メフィスとは双子。
不動寺小衣（ふどうじ こころ）
声 - 井口裕香
代行者の女性。21歳。病気で死んだ幼い息子をヨミガエリさせるために代行者になった。守護者はディオゲネス。
恵羽 千（めぐみば せん）
声 - 井上ほの花
代行者の少女。16歳。事故で死んだ母親をヨミガエリさせるために代行者になった。守護者はソクラテス。
アナムネシス
声 - 井上喜久子
零とみらいが辺獄に来るきっかけとなった幽鬼。その正体は、恵羽 千の母親。
777（ナナナ）
声 - 諸星すみれ
零に協力する幽鬼。見た目と言動は小学校低学年程の子供。戦闘時に異形化した姿「エピクロス」を使い分けて戦う。4周目で全てが終わった後では新しい辺獄の管理者となった。人間だった頃の名前は「ナナミ・アタラクシア」である。名前は生前の名前に死(4)を絡めたのが由来。
ヘラクレイトス
声 - 中田譲治
零の守護者。
水無乃有理
声 - 田中あいみ
零の友人。
久遠
声 - 近藤玲奈
零に似た少女。真理念(アレセイア)をメフィスとフェレスから隠し通し、4周目ではそれを零に授け、3周目までの出来事を零、および零と辺獄で会った存在に知らせ、悲劇のループから解き放つ手助けをした。正体は零の死産した双子の妹。

## スタッフ
- シナリオ - 久弥直樹
- キャラクターデザイン - リウイチ
- キャラクターデザイン＆モデリングリード - ntny
- 音楽 - 削除
- 開発 - ジェムドロップ株式会社
- OPアニメーション - シャフト
- 主題歌・エンディングテーマ - やなぎなぎ
- インサートイラストレーション - ウエダハジメ
- 企画・原案 - 林風肖
- ロゴ - WinFanWorks

## 楽曲
主題歌「can cry」
歌 - やなぎなぎ
エンディングテーマ「re-live」
歌 - やなぎなぎ